# 希金斯 (北卡羅萊納州)
希金斯（英語：Higgins）是位於美國北卡羅萊納州揚西縣的非建制地區。

## 歷史
希金斯的郵局於1889年設立，其後於1954年停運。

## 地理
希金斯所處的海拔為高於海平面735米（即2412英呎），而該地所採用的時區為UTC-5，即北美东部时区（EST）。同時該地設有夏令時間，為UTC-5調快一小時，即UTC-4（EDT）。